# NAPA Auto Parts 200
NAPA Auto Parts 200 — один из дорожных этапов второго по значимости кузовного первенства NASCAR — серии Nationwide.

## История соревнования
Соревнование на автодроме имени Жиля Вильнёва в канадском Монреале создано в 2007 году, после того как владельцы трассы не смогли договориться о продлении пребывания на трассе другой известной североамериканской серии — мировой серии Champ Car.
В уик-энд соревнования, помимо этапа NNS, входит гонка канадского сток-каровского первенства Canadian Tire и североамериканского первенства спортпрототипов Rolex Sports Car Series.

### Победители этапа
Дважды в истории соревнования в нём побеждали пилоты, выигравшие до этого чемпионат NNS. В 2007 году в квебекской гонке победил Кевин Харвик, а в 2009 — Карл Эдвардс. Колумбиец, кроме этого, является победителем самой долгой по времени гонки в истории соревнования.

### Рекорды соревнования
Проведённый в 2007 году этап NNS стал крупнейшим соревнованием на машинах подобного класса, проведённым в Канаде. До этого местные трассы принимали гонки первенства CASCAR.
Гонка 2008 года стала уникальной для всего NASCAR, а не только для сток-каровских гонок в Канаде: впервые в истории ассоциации в гонке были использованы шины для мокрой трассы, а также стеклоочистители.

## Победители
| Сезон               | Дата                | Пилот-победитель    | Марка               | Призовые            | Дистанция           | Ср.скорость         | Время               |
| NAPA Auto Parts 200 | NAPA Auto Parts 200 | NAPA Auto Parts 200 | NAPA Auto Parts 200 | NAPA Auto Parts 200 | NAPA Auto Parts 200 | NAPA Auto Parts 200 | NAPA Auto Parts 200 |
| ------------------- | ------------------- | ------------------- | ------------------- | ------------------- | ------------------- | ------------------- | ------------------- |
| 2007                | 4 августа           | Кевин Харвик        | Chevrolet           | $109,450            | 75 / 326.978        | 64.671              | 3:08:30             |
| 2008                | 2 августа           | Рон Феллоуз         | Chevrolet           | $109,963            | 48 / 209.266        | 50.149              | 2:51:38             |
| 2009                | 30 августа          | Карл Эдвардс        | Ford                | $104,070            | 76 / 331.338        | 53.869              | 3:49:19             |
| 2010                | 29 августа          | Борис Сейд          | Ford                | $101,213            | 77 / 335.821        | 63.349              | 3:17:34             |
| 2011                | 20 августа          | Маркос Эмброуз      | Ford                | $87,550             | 74 / 322.737        | 70.025              | 2:51:46             |
| 2012                | 18 августа          | Джастин Олгайер     | Chevrolet           | $87,550             | 81 / 353.136        | 70.043              | 3:07:58             |